# San Antonio Spurs 1999-2000
La stagione 1999-2000 dei San Antonio Spurs fu la 24ª nella NBA per la franchigia.
I San Antonio Spurs arrivarono secondi nella Midwest Division della Western Conference con un record di 53-29. Nei play-off persero al primo turno con i Phoenix Suns (3-1).

## Risultati
| Squadra                | V  | P  | PCT  | GB |
| ---------------------- | -- | -- | ---- | -- |
| Utah Jazz              | 55 | 27 | 67,1 | -  |
| San Antonio Spurs      | 53 | 29 | 64,6 | 2  |
| Minnesota Timberwolves | 50 | 32 | 61,0 | 5  |
| Dallas Mavericks       | 40 | 42 | 48,8 | 15 |
| Denver Nuggets         | 35 | 47 | 42,7 | 20 |
| Houston Rockets        | 34 | 48 | 41,5 | 21 |
| Vancouver Grizzlies    | 22 | 60 | 26,8 | 33 |

## Roster
| \| Pos. \| Num. \| Naz. \| Nome \| Altezza \| Peso \| Data nascita \| Provenienza \| \| ---- \| ---- \| ---------------------------------- \| ---------------- \| ------- \| ------ \| ------------ \| ---------------------- \| \| G \| 33 \| Stati Uniti (bandiera) \| Daniels, Antonio \| 193 cm \| 93 kg \| 19-03-1975 \| Bowling Green \| \| G \| 5 \| Stati Uniti (bandiera) \| Dial, Derrick \| 193 cm \| 83 kg \| 20-12-1975 \| Eastern Michigan \| \| A/C \| 21 \| Isole Vergini Americane (bandiera) \| Duncan, Tim \| 211 cm \| 113 kg \| 25-04-1976 \| Wake Forest \| \| G/AP \| 17 \| Stati Uniti (bandiera) \| Elie, Mario \| 196 cm \| 95 kg \| 26-11-1963 \| American International \| \| A \| 32 \| Stati Uniti (bandiera) \| Elliott, Sean \| 203 cm \| 93 kg \| 02-02-1968 \| Arizona \| \| G/AP \| 2 \| Stati Uniti (bandiera) \| Jackson, Jaren \| 193 cm \| 86 kg \| 27-10-1967 \| Georgetown \| \| G \| 6 \| Stati Uniti (bandiera) \| Johnson, Avery \| 178 cm \| 79 kg \| 25-03-1965 \| Southern \| \| G \| 4 \| Stati Uniti (bandiera) \| Kerr, Steve \| 191 cm \| 79 kg \| 27-09-1965 \| Arizona \| \| A \| 25 \| Stati Uniti (bandiera) \| Kersey, Jerome \| 201 cm \| 98 kg \| 26-06-1962 \| Longwood \| \| G \| 30 \| Stati Uniti (bandiera) \| Porter, Terry \| 191 cm \| 88 kg \| 08-04-1963 \| UW-Stevens Point \| \| C \| 50 \| Stati Uniti (bandiera) \| Robinson, David \| 216 cm \| 107 kg \| 06-08-1965 \| Navy \| \| A \| 31 \| Stati Uniti (bandiera) \| Rose, Malik \| 201 cm \| 113 kg \| 23-11-1974 \| Drexel \| \| C \| 16 \| Stati Uniti (bandiera) \| Spencer, Felton \| 213 cm \| 120 kg \| 05-01-1968 \| Louisville \| \| A/C \| 55 \| Stati Uniti (bandiera) \| Walker, Samaki \| 206 cm \| 113 kg \| 25-02-1976 \| Louisville \| | Allenatore - Gregg Popovich Assistente/i - Mike Budenholzer - Hank Egan - Paul Pressey Legenda - (C) Capitano - (FA) Free agent - (S) Sospeso - (TW) Contratto Two-way - (GL) Assegnato a squadra G League affiliata - Infortunato Roster • Transazioni · Ultima transazione: 28 giugno 1999 |                                    |                  |         |        |              |                        |
| Pos. | Num. | Naz.                               | Nome             | Altezza | Peso   | Data nascita | Provenienza            |
| G | 33 | Stati Uniti (bandiera)             | Daniels, Antonio | 193 cm  | 93 kg  | 19-03-1975   | Bowling Green          |
| G | 5 | Stati Uniti (bandiera)             | Dial, Derrick    | 193 cm  | 83 kg  | 20-12-1975   | Eastern Michigan       |
| A/C | 21 | Isole Vergini Americane (bandiera) | Duncan, Tim      | 211 cm  | 113 kg | 25-04-1976   | Wake Forest            |
| G/AP | 17 | Stati Uniti (bandiera)             | Elie, Mario      | 196 cm  | 95 kg  | 26-11-1963   | American International |
| A | 32 | Stati Uniti (bandiera)             | Elliott, Sean    | 203 cm  | 93 kg  | 02-02-1968   | Arizona                |
| G/AP | 2 | Stati Uniti (bandiera)             | Jackson, Jaren   | 193 cm  | 86 kg  | 27-10-1967   | Georgetown             |
| G | 6 | Stati Uniti (bandiera)             | Johnson, Avery   | 178 cm  | 79 kg  | 25-03-1965   | Southern               |
| G | 4 | Stati Uniti (bandiera)             | Kerr, Steve      | 191 cm  | 79 kg  | 27-09-1965   | Arizona                |
| A | 25 | Stati Uniti (bandiera)             | Kersey, Jerome   | 201 cm  | 98 kg  | 26-06-1962   | Longwood               |
| G | 30 | Stati Uniti (bandiera)             | Porter, Terry    | 191 cm  | 88 kg  | 08-04-1963   | UW-Stevens Point       |
| C | 50 | Stati Uniti (bandiera)             | Robinson, David  | 216 cm  | 107 kg | 06-08-1965   | Navy                   |
| A | 31 | Stati Uniti (bandiera)             | Rose, Malik      | 201 cm  | 113 kg | 23-11-1974   | Drexel                 |
| C | 16 | Stati Uniti (bandiera)             | Spencer, Felton  | 213 cm  | 120 kg | 05-01-1968   | Louisville             |
| A/C | 55 | Stati Uniti (bandiera)             | Walker, Samaki   | 206 cm  | 113 kg | 25-02-1976   | Louisville             |